# Go-Momozono
Go-Momozono (後桃園天皇 Go-Momozono-tennō), né le 4 août 1758, mort le 16 décembre 1779, est le 118e empereur du Japon, selon l'ordre de succession traditionnel,. Il règne du 23 mai 1771 jusqu'à sa mort le 16 décembre 1779.
Ce souverain du XVIIIe siècle est nommé d'après son père, l'empereur Momozono et go- (後), se traduit littéralement par « plus tard » aussi peut-il être appelé l'« empereur Momozono tardif ». Le mot japonais « go » est également traduit pour signifier le « deuxième » et dans quelques sources anciennes, cet empereur peut être identifié comme « Momozono, le second » ou « Momozono II ».

## Généalogie
Avant l'accession de Go-Momozono au trône du chrysanthème, son nom personnel (imina) est Hidehito (英仁) ou Hanahito.
Il est le fils aîné de l'empereur Momozono.
La famille impériale de Go-Momozono vit avec lui dans le dairi du palais de Heian. Cette famille comprend au moins deux fils qui moururent en bas âge et une fille de 10 mois, au moment de la mort prématurée de l'empereur. Un fils adopté devient l'héritier de l'empereur :
- Dame de cour : Konoe Koreko (近衛維子)
  - Première fille : princesse impériale Yoshiko (欣子内親王) – plus tard épouse principale de l'empereur Kōkaku (chūgū), Yoshikō (后妃, 欣子内親王), alors aussi connu sous le nom bouddhiste Shin-Seiwa-In (新清和院)
- Fils adopté : prince impérial Tomohito (兼仁親王) (empereur Kōkaku, sixième fils du prince impérial Kan'in-no-miya Sukehito)

## Événements de la vie de Go-Momozono-tennō
Hidehito est dépassé dans l'ordre de succession quand son père décède car il est trop jeune pour être empereur à cette époque.
- 5 août 1758 : naissance du prince Hidehito, premier fils de l'empereur Momozono[7]
- 1768 : Hidehito-Shinnōke est nommé prince héritier[2].
- 9 janvier 1771 : l'impératrice Go-Sakuramachi abdique en faveur de son neveu, le prince Hidehito et le règne de celui-ci commence immédiatement[7].
- 29 février 1772 (Meiwa 9, 26e jour du 1er mois) : « Le grand incendie Meiwa » - l'un des trois plus grands incendies dans l'histoire d'Edo. Des rapports non officiels décrivent une bande de cendres de près de 8 km de large et 15 km de long qui détruisent 178 temples et sanctuaires, 127 résidences de daimyo, 878 résidences non officielles, 8705 maisons de bannerets et 628 blocs de logements marchands, avec des estimations de plus de 6 000 victimes. Toutes ces dévastations engendrent par la suite des coûts de reconstruction[8].
- 2 août 1772 (Meiwa 9, 4e jour du 6e mois) : une tempête frappe la région de Kantō, provoquant des inondations et ruinant les cultures[8].
- 17 août 1772 (Meiwa 9, 19e jour du 6e mois) : une autre tempête provoque des inondations et des vents violents dans la région de Kantō, détruisant environ 4 000 maisons dans la seule ville d'Edo [8].
- 1772 (Meiwa 9) : appelée « l'année des ennuis » car elle est marquée par une extraordinaire succession de calamités naturelles. Un jeu de mots contemporain relie les mots Meiwa et ku (qui signifie « Meiwa 9 ») et le mot à la consonance semblable Meiwaku (qui signifie « malheur » ou « gêne »)[8].
- 1772 (Meiwa 9, 11e mois) : le nengō (nom de l'année) est changé pour Anei (qui signifie « tranquillité éternelle ») ; mais cet acte symbolique s'avère inutile[9].
- 1775 (An'ei 4) : des épidémies traversent le pays - à Edo seul, on estime que 190 000 personnes en meurent[10].
- 1775 (An'ei 4) : le médecin et botaniste suédois Carl Peter Thunberg arrive au comptoir de la VOC situé dans la baie de Nagasaki et ses activités scientifiques se traduiront par la première étude descriptive détaillée de la flore et de la faune de l'archipel japonais.
- 1778 (An'ei 7) : Kyoto subit une inondation[10].
- 1778 (An'ei 7) : l'île volcanique de Sakurajima connaît une éruption à moins de 2 km de Kagoshima – 16 000 personnes périssent[10].
- 1779 : l'empereur adopte un fils de la branche Kan'in de la famille impériale. Ce fils deviendra connu en tant qu'empereur Kōkaku.
- 12 juin 1779: l'empereur décède à l'âge de 22 ans[7].

Le kami de Go-Momozono est vénéré dans le mausolée impérial Tsuki no wa no misasagi, situé dans le Sennyū-ji dans l'arrondissement Higashiyama-ku de Kyoto. Les prédécesseurs impériaux immédiats de cet empereur sont également vénérés à cet endroit, depuis l'empereur Go-Mizunoo – l'impératrice Meishō, Go-Kōmyō, Go-Sai, Reigen, Higashiyama, Nakamikado, Sakuramachi, Momozono et l'impératrice Go-Sakuramachi. Le complexe du temple comprend également les misasagi des trois successeurs immédiats de Go-Momozono – Kōkaku, Ninkō et Kōmei.

### Kugyō
Kugyō (公卿) est un terme collectif désignant les quelques hommes les plus puissants attachés à la cour de l'empereur du Japon, durant les ères pré-Meiji. Même pendant les années où l'influence réelle de la cour à l'extérieur des murs du palais est minime, l'organisation hiérarchique persiste.
En général, ce groupe d'élite ne comprend que trois ou quatre hommes à la fois. Ce sont des courtisans héréditaires dont l'expérience et la formation les amènent à l'apogée de la carrière de toute une vie. Pendant le règne de Go-Momozono, ce sommet des daijō-kan comprend :
- Sadaijin
- Udaijin
- Nadaijin
- Dainagon

## Les ères du règne de Go-Momozono-tennō
- Ère Meiwa (明和), 1764-1772
- Ère An'ei (安永), 1772-1781